# Henrik Nikolai Krøyer

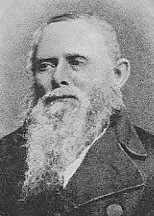
Henrik Nikolai Krøyer

Henrik Nikolai Krøyer (Kopenhagen, 22 maart 1799 - aldaar, 14 februari 1870) was een Deens marien dierkundige. Hij was voornamelijk geïnteresseerd in kreeftachtigen. Hij werkte nauw samen met zijn student Jørgen Matthias Christian Schiødte, die veel illustratie voor hem verzorgde, en na zijn dood de publicatie van Krøyers tijdschrift Naturhistorisk Tidsskrift van hem overnam.
Krøyer is bekend door zijn uitgebreide collectiereizen naar onder andere Noorwegen, Spitsbergen, Madeira en de kusten van Noord- en Zuid-Amerika. 
Hij gaf voor het eerst een naam aan vele groepen kreeftachtigen, waaronder de orde Cumacea, en zijn faam leeft voort in de wetenschappelijke naam van talrijke in zee levende organismen, zoals onder andere in de genera:
- Kroeyera Bate, 1855
- Kroeyeria van Beneden, 1853
- Kroeyerina Wilson, 1932

De vooraanstaande Deense schilder Peder Severin Krøyer was een neef van Krøyers vrouw Bertha Cecilie Gjesdal en werd in Kopenhagen door het echtpaar opgevoed. Zij gaven hem de achternaam Krøyer.

## Publicaties
- Grundtræk til Vejledning ved naturhistorisk Undervisning (1833)
- Naturhistorisk Lærebog for de første Begyndere (1834)
- De danske Østersbanker (1837)
- Danmarks Fiske, beskrevne af Henrik Krøyer (1838-53)
- Grundtræk af Zoologien (1838)
- Grønlands Amfipoder (1838)

## Referentie
- Biographical Etymology of Marine Organism Names.

- Bibliothèque nationale de France: cb126492121 (data)
- CiNii: DA17844073
- Gemeinsame Normdatei: 1055419403
- International Standard Name Identifier: 0000 0000 6300 0543
- Library of Congress Control Number: n79148017
- Nationale bibliotheek van Australië: 35391171
- Nederlandse Thesaurus van Auteursnamen: 072394536
- LIBRIS: 350195
- Système universitaire de documentation: 050565672
- Trove: 936128
- Virtual International Authority File: 20029434
- WorldCat: E39PBJkhGq6bcWRcXrQBM789jC